# Țigănuș (pește)
Țigănușul (Umbra krameri) este un pește dulcicol, bentopelagic, nemigrator, din ordinul Esociformes, din apele stătătoare mici, cu multă vegetație și mâlite. Este o specie endemică a bazinului hidrografic al Dunării și Nistrului.
Are o talia până la 10–11 cm. Corpul este ovalar, ușor comprimat lateral, cu spatele gros și este acoperit cu solzi mari. Capul comprimat lateral cu gura mică dispusă terminal care este prevăzută cu dinți mărunți. Ochii sunt apropiați  de  profilul  frunții. Înotătoarea dorsală se află în urma înotătoarelor ventrale, iar înotătoarea caudală are marginea rotunjită.  Coloritul corpului este negru pe spate; laturile sunt cafeniu-închis, iar abdomenul gălbui cu străluciri violacee sau roșii. Are numeroase pete mici, neregulate, negre, peste tot corpul. În lungul corpului se află 1-6 dungi longitudinale albe-gălbui. Pe înotătoarele dorsală și codală câte o dungă închisă.
Depune icrele în mici cuiburi săpate în nisip, în martie-aprilie. Se hrănește cu plancton format din crustacee de talie mare și larve de nevertebrate. Are valoare economică foarte redusă. Se poate folosi ca pește de acvariu.

## Etimologie
Umbra krameri (Walbaum, 1792) din latină Umbra = umbră, în sensul de fantomă, din cauza mișcărilor sale rapide + krameri = în onoarea lui Wilhelm Heinrich Kramer, care a descris în 1777 peștele ca Umbra chiar înainte de Linné.
Sinonimul Umbra canina (Marsigli, 1726) din latină Umbra = umbră + canina = câinesc.

## Numiri populare
Pietroc, Țigănuș, Pietroșel, Bătrân, Pește negru, Pește țigănesc, Țăgănuș.

## Numiri străine
Ceh.: Blatňák tmavý; Ger.: Europäische Hundsfisch; Rus.: Умбра; Ung.: Lápi póc.

## Colorația
Spatele este aproape negru, flancurile (laturile) cafeniu închis, abdomenul gălbui. Aceste culori sunt irizante și strălucesc în violet sau roșu. Peste tot corpul și pe cap se observă numeroase pete negre, mici, neregulate. Lateral de a lungul corpului se află o dungă (mai rar 2-6 dungi) longitudinală, albă-gălbuie, care se extinde din spatele operculelor spre pedunculul caudal. Înotătoarea dorsală și caudală sunt traversate, la bazele lor, de o dungă mai închisă, formată din pete alungite.

## Descriere

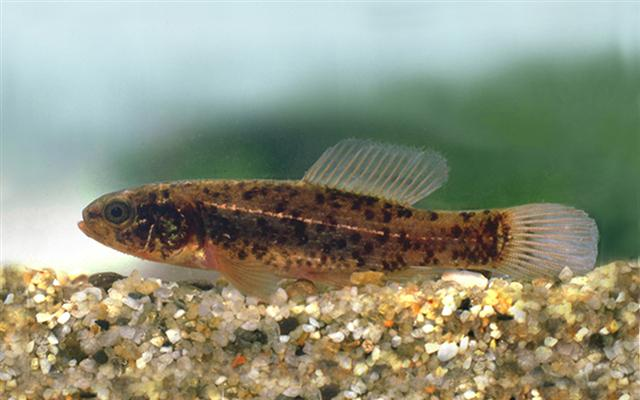

Țigănușul este un pește mic, cu o lungime obișnuită de 5–9 cm, maximum 11,5 cm (la femele s-a observat chiar și 17 cm). Greutatea este de 5-8 g, cel mult 27 g
Corpul masiv este alungit, cilindric, ușor comprimat lateral, cu spatele gros. Înălțimea corpului este egală cu lungimea capului și se cuprinde de 3,8—4,0 ori în lungime.
Corpul și capul cu excepția botului și bărbiei este acoperit de solzi mari cicloizi, lipsiți de striuri radiare, însă prevăzuți cu cercuri concentrice fine (circuli). Solzii sunt sferici, netezi și se desprind ușor.
Capul este mare și constituie o treime din lungimea corpului; el este comprimat lateral și este acoperit cu solzi pe lături și deasupra. Gura mică este dispusă terminal și ușor îndreptată în sus. Falca superioară este mai scurtă decât cea inferioară și se extinde până la mijlocul ochiului. Pe maxilarul inferior, premaxilar, vomer și palatine se află dinți mărunți, viliformi, slab dezvoltați, de aceeași mărime. Maxilarul superior și limba fără dinți. Botul este scurt și intră de 4,0—4,1 ori în lungimea capului. Ochii sunt foarte apropiați de profilul frunții. Nările mici, fără prelungiri. Linia laterală lipsește.
Înotătoarea dorsală, mult mai lungă decât cea anală, începe direct deasupra originii înotătoarelor pelviene și se extinde până la originea înotătoarei anale. Razele sale au aceeași lungime, astfel încât înotătoarea apare aproape dreptunghiulară. Înotătoarea anală foarte scurtă, ultima ei radie fiind sub ultima radie a înotătoarei dorsale. Înotătoarea caudală are marginea rotunjită
Formula înotătoarelor este D III—IV 12—13; A II—III 5—6; V I 5; P I 12. Lateral de a lungul corpului se află 33—35 solzi în serii transversale medio-laterale. Primul arc branhial poartă pe suprafața sa 9 spini branhiali. Au 5—6 radii branhiostegale.
Diferă de Umbra pygmaea prin lipsa petei întunecate la baza caudalei, corpul și capul lor este neregulat presărat cu pete mici întunecate și au 33-35 solzi în serii medio-laterale
Cariotipul: numărul de cromozomi este 2n = 44.

## Dimorfismul sexual
Dimorfismul sexual este destul de pronunțat: masculii sunt de obicei mai mici și mai subțiri decât femelele și au înotătoarele perechi (pectorale și pelviene), mai lungi ca la femele și o distanță mai mică între înotătoarele pelviene și înotătoarea anală. Există și diferențe morfometrice și în creștere.

## Distribuția geografică
Țigănușul este o specie endemică bazinului hidrografic Dunării și Nistrului. Zona de distribuție cuprinde zona de câmpie joasă din bazinul Dunării, de la Viena până la deltă și cursul inferior al Prutului și Nistrului. Poate fi găsit în Austria (considerat a fi dispărut din 1976, dar redescoperit de Wanzenböck în 1992), Slovacia, Ungaria, Slovenia, Croația, Serbia, România, Republica Moldova, Bulgaria și Ucraina.
Aria de distribuție inițială în România a inclus o mare parte din bazinul Dunării:  Tisa (până la Satu-Mare), Criș (până în Bihor), Argeș, Neajlov, Dâmbovița (până la București), Prut (până la Iași), bălțile Dunării, până la gurile Deltei. Aria de distribuție este în prezent foarte fragmentată, țigănușul întâlnindu-se mult mai rar în Delta Dunării și în unele zone umede din județele Satu Mare, Giurgiu, Ilfov, Călărași și Iași.

## Habitat
Țigănușul este un pește dulcicol, bentopelagic, nemigrator din apele stătătoare mici, cu multă vegetație și mâlite. Țigănușul trăiește în bălțile, mocirlele și apele de scurgere (șanțuri, canale mici) ale Dunării. Caracteristica acestor ape este faptul că au fund mâlos, cu vegetație foarte abundentă (macrofite, mușchi de apă, arbori căzuți etc.), sunt tulburi și oxigen puțin. Aici, țigănușul trăiește alături de țipar, zvârlugi și guvizi mici. Adesea este găsit în canalele mici de irigație, ape stagnante, râurile mici de șes cu un curs lent, de obicei, cu vegetație densă, în șanțuri mici, brațuri moarte și zonele marginale ale lacurilor de câmpie puțin adânci. Preferă vegetație de tip Potamogeton (broscăriță, limba apei), Myriophyllum (peniță), Ceratophyllum (cosor), Elodea (ciuma apei), Egeria etc;
Trăiește în apele cu un pH: 6.0 - 6.5, duritate totală (în grade germane) 5 - ?, adâncime 0 - ? m, temperatură 5-24 °C.

## Subspecii
Nu sunt cunoscute subspecii valide în prezent. Kux și Libosvârsky (1957) au descris o subspecie (Umbra krameri pavlovi) din Delta Dunării, dar acest lucru a fost revizuit ulterior (Barus și Libosvârsky 1983).

## Hibrizi
Nu au fost raportați hibrizi între țigănuș și alte specii.

## Hrană
Hrană principală o constituie planctonul grosier format din crustacee de talie mare și larve de nevertebrate. Tigănușii tineri se hrănesc în principal cu crustacee mici: ostracode (Ostracoda), ciclopoide (Cyclopoida)  și larve de chironomide (Chironomidae).  La sfârșitul primei veri trec la organisme mai mari. De cele mai multe ori se găsesc în intestinele lor crustacee bentonice de talie mai mare: gamaride (Gammaridae), izopode (Isopoda) și melci. Se hrănesc și cu organisme semipelagice sau de pe suprafață apei: gândaci de apă și alte insecte, mai rar cu vegetație (Lemna sp.).  Se pot hrăni  și cu alevinii altor specii de pește.

## Comportament
Este un pește fricos și caută să se ascundă cât mai bine de ochii dușmanilor, stă pe fundul apei ascuns în mocirlă, ferindu-se de lumină, unde se poate adună în mici cârduri. Este un pește teritorial și nu tolerează conspecifici.

## Înotul
Înotul țigănușului este foarte caracteristic: în timpul înotului, peștele mișcă înotătoarele sale perechi (pectorale și pelviene) în mod alternativ, asemenea unui patruped de pe uscat (de ex. un câine), din care cauză i s-a și dat numele specific de Umbra canina. Înotătoarea dorsală se mișcă mereu, ondulând, ca și cum fiecare radie ar avea un mușchi propriu.

## Respirația
Trăind în ape sărace în oxigen, țigănușul își completează respirația înghițind din când în când aer din atmosferă, pe care-l trece în vezica înotătoare, puternic vascularizată și foarte mare, ocupând aproape întreaga cavitate generală; apoi, aerul este eliminat pe sub opercul. Vezica înotătoare este acoperită de un epiteliu respirator plin de capilare care asigură respirație accesorie cu aer. Sistemului circulator sanguin al țigănușului este caracteristic deoarece sângele curge din vezica înotătoare direct în sinusul venos și nu în vena portă ca la alți teleosteeni. Acest lucru subliniază funcția respiratorie a vezicii înotătoare.
Țigănușul poate coloniza habitate cu concentrații foarte scăzute de oxigen deoarece este capabil să respire aer. El poate supraviețui în condiții cu oxigen foarte scăzut. Acest pește este foarte rezistent și poate supraviețui fără apă mai mult de două zile în timpul iernii (Berg, 1948).

## Longevitate
Acest pește trăiește mai mult de 2 ani. Vârsta maximă este 5-6 ani. Determinarea vârstei se face după numărul de inele de creștere anuale de pe solz.

## Creșterea
La sfârșitul primului an ajunge la 30–50 mm lungime totală. Femelele sunt puțin mai mari decât masculii.
| Vârsta | Lungimea  | Greutatea |
| ------ | --------- | --------- |
| 1 an   | 30–50 mm  | 1,4-2,0 g |
| 2 ani  | 53–70 mm  | 2,5-5 g   |
| 3 ani  | 65–75 mm  | —         |
| 4 ani  | 72–89 mm  | —         |
| 5 ani  | 90–96 mm  | 27 g      |
| 6 ani  | 97–107 mm | —         |

După Berg, peștele trăiește 5 ani, la sfârșitul cărora măsoară 115 mm și cântărește 27 g, la sfârșitul primului an peștele măsoară 50 mm și cântărește 1,4—2,0 g;

## Reproducere
Maturitatea sexuală.
Maturitatea sexuală la masculii și femele este atinsă la sfârșitul primului an, când se reproduc pentru prima dată, și peștii măsoară 50 mm și cântăresc 1,4—2,0 g. În acvarii maturitatea sexuală este atinsă la zece luni.
Raportul între sexe.
Masculii sunt ceva mai mulți (54-63 %) în majoritatea populaților.
Perioada de depunere a icrelor.
Depun icrelor de obicei primăvara devreme, în martie-aprilie, atunci când când temperatura apei ajunge la 12.5—16.5 °C. Acest pește se reproduce în toată viața lui odată sau de două ori.
Numărul de icre.
Numărul de icre, depuse de o femelă este de 241- 2528,  în medie 1626.
După Berg (1948) numărul de icre, depuse de femele, ce măsoară 82–104 mm, variază între 1580 și 2710.
Cuibul.
Femela depune icrele în mici cuiburi care sunt niște adâncitură săpate mai înainte de ea în nisipul de pe fundul apei, căptușite cu material vegetal. Cuibul poate fi amplasat și pe rădăcini sau pe mușchi acvatici.
Comportamentul reproductiv.
Actul de depunere a icrelor este precedat de o urmărire de către mai mulți masculi a femelei. Depunerea icrelor are loc deasupra cuibului și femela emite 6-8 icre însoțit de un tremur al întregului corp. Unul sau mai mulți masculi iau parte la fertilizarea ouălor. Urmărirea femelei și depunerea subsecventă a icrelor se repetă de mai multe ori. După depunerea icrelor femela este foarte agresivă și păzește icrele până la eclozare, uneori chiar mai mult. În timp ce păzește cuibul femela prezintă un comportament teritorial. Hrănirea nu este limitată în acest timp.

## Paraziți și răpitori
Un parazit specific al țigănușului este viermele lat Gyrodactylus slovacicus din clasa Monogenea.
Răpitorii țigănușului sunt insectele mari de apă, peștii răpitori și păsările care se hrănesc cu pești.

## Importanța economică
Importanța economică a acestui pește este foarte redusă: carnea este mediocră, iar cantitățile prinse, mai mult de femei și copii, sunt mici. În timpuri mai vechi era folosit în mod indirect ca hrană pentru porci și rațe sau ca îngrășământ natural, atunci când era prins în număr mare.
Se folosește ca pește de acvariu, fiind comercializat.

## Pescuire
Se pescuiește prin mocirle cu coșurile și la cotețe; iarna, sub gheață, cu vârșa deasă (Băcescu).

## Creșterea în acvarii
Cerințe pentru  creșterea în acvarii: necesită bazine individuale de cel puțin 75-100 litri, cu fund mâlos – nisipos, dens plantate cu Potamogeton, Myriophyllum, Ceratophyllum, Elodea, Egeria, etc. Substratul mâlos poate fi înlocuit cu substrat din fibre de nucă de cocos disponibil în comerțul teraristic. Țigănușul fiind o specia acidofilă necesită un adaus de extract de turbă în apă pentru scăderea nivelului pH-ului sau dispunerea de substrat de pământ de turbă nefertilizat. Adulții pot fi hrăniți cu furaj concentrat pentru pești răpitori, de granulație adecvată și cu conținut ridicat în proteine. Alevinii se pot hrăni cu crustacee vii (Daphnia pulex, Artemia salina) la câteva zile după ecloziune și ulterior cu același tip de furaj pentru adulți, la granulația adecvată.

## Starea de conservare
Țigănușul figurează ca specie vulnerabilă (VU) pe lista roșie a IUCN. Specia are o distribuție geografică fragmentată în bazinul hidrografic al Dunării de la Viena până în delta Dunării și în cursul inferior al bazinului hidrografic al Nistrului. Specia a dispărut din mai multe locuri.  Se estimează că populația a scăzut cu mai mult de 30% în ultimii 10 ani.
Această specie este în pericol de dispariție din cauza distrugerii habitatului, lucrărilor de irigație și dispariția canalelor puțin adânci, ca habitate adecvate, limitarea zonelor de inundație a râurilor, concurența cu alte specii introduse de pești și poluarea chimică
Regularizarea râurilor pentru transportul pe apă și drenarea zonelor umede pentru recuperarea terenurilor arabile au redus numărul apelor stătătoare (brațuri moarte etc.) unde specia era găsită în ultimul timp. Țigănușul se mișcă între apele stătătoare în perioadele de inundații, care au fost, de asemenea, regularizate prin canalizării și îndiguirea râurilor.
Specia a fost inclusă în cărțile roșii în Slovenia, Croația, Republica Moldova și Austria. În Ungaria, acest pește este protejat.
În România pentru conservarea speciei au fost desemnate câteva arii naturale protejate: Câmpia Careiului, Câmpia Ierului, Comana, Delta Dunării, Lacul și Pădurea Cernica, Oltenița-Mostiștea-Chiciu, Porțile de Fier, Scroviștea.